# George Gabriel Stokes
George Gabriel Stokes (Skreen, Condado de Sligo, 13 de agosto de 1819 — Cambridge, 1 de fevereiro de 1903) foi um matemático e físico irlandês que se distinguiu pelas suas contribuições na dinâmica de fluidos (por exemplo, as equações de Navier-Stokes), na óptica e física matemática (teorema de Stokes).

## Biografia
George Gabriel Stokes, nasceu em 13 de agosto de 1819 em Skreen, Condado de Sligo, na Irlanda, era o filho mais novo de Gabriel Stokes, reitor protestante e de Elizabeth Haughton, filha de um reitor da Kilrea, no condado de Londonderry. Frequentou a escola de Skreen, deixando-a em 1832, ficou três anos na escola de Dublin, e em, 1835, após o falecimento de seu pai, Stokes se mudou para a Inglaterra, entrou para Bristol College, onde ficou dois anos. O tempo em que Stokes passou em Bristol foram muito importantes para prepará-lo para seus estudos em Cambridge, pois em Bristol ele estudou um currículo que incluía matemática pura, hidrostática, óptica e astronomia, todos os tópicos que Stokes iria dedicar a sua carreira mais tarde na vida. Em 1837 ele se matriculou no Pembroke College (Cambridge) e estudou para o exame de Cambridge, então no ano de 1841 ele se formou como Sênior Wrangler, e em 1849 tornou-se o professor lucasiano de matemática em Cambridge. Foi eleito para a Royal Society em 1851, ganhou a Medalha Rumford daquela sociedade em 1852, e foi nomeado secretário da Royal Society em 1854. Stokes continuou como secretário da Royal Society desde a sua nomeação em 1854 até 1885, quando foi eleito Presidente da Sociedade. Ocupou o cargo de presidente até 1890.
Ele ajudou a criar o Laboratório Cavendish, em meados da década de 1880. O laboratório visava direcionar mais mentes brilhantes de Cambridge para as questões experimentais em física e matemática. Stokes não quis assumir a liderança do novo laboratório. Quem assumiu a direção foi J.J. Thomson.
Assumiu como presidente do Instituto de Vitória em 1886 e permaneceu até sua morte em 1903. Foi um dos membros do Parlamento Europeu para Universidade de Cambridge nos anos de 1887 a 1892.
Morreu em 1 de fevereiro de 1903, e foi enterrado, quatro dias depois, no Cemitério Mill Road, Cambridge.

## Carreira
William Hopkins, orientou Stokes a empreender sua pesquisa em hidrodinâmica. Então em 1842 e 1843 ele publicou trabalhos sobre o movimento de fluidos incompressíveis. Publicou sobre as teorias do atrito interno do fluido em movimento, em 1845. O trabalho também discutiu o equilíbrio e movimento dos sólidos elásticos. Porém o acontecimento mais importante no reconhecimento de Stokes como um importante matemático foi o seu relatório sobre as recentes pesquisas na área de hidrodinâmica apresentado à Associação Britânica para o Avanço da Ciência em 1846. Mas um estudo de fluidos certamente não foi a única área em que ele estava fazendo contribuições importantes neste momento. Em 1845, Stokes tinha publicado um importante trabalho sobre a aberração da luz, a primeira de uma série de importantes trabalhos deste tema.
Stokes realizou um trabalho sobre o movimento dos pêndulos em fluidos para considerar a variação da gravidade em diferentes pontos da terra, a publicação de um trabalho em geodesia de grande importância na variação da gravidade na superfície da Terra, em 1849. Seu trabalho sobre o movimento dos pêndulos em fluidos levou a um papel fundamental na hidrodinâmica em 1851, quando publicou a sua lei da viscosidade, conhecida como Lei de Stokes, que descreve a velocidade de uma pequena esfera através de um líquido viscoso. Publicou várias investigações importantes sobre a teoria da onda de luz, como um documento sobre a difração em 1849.
Em 1852, nomeou e explicou o fenômeno da fluorescência, através materiais que ele descobriu, fluorita e pelo cristal de urânio, serem capazes de converter o invisível (radiação ultravioleta) em comprimento de onda maior, a radiação visível. Documentos de matemática e física de Stokes foram publicados em cinco volumes, os três primeiros dos quais Stokes, editou em 1880, 1883 e 1891. Os dois últimos foram editados por Sir Joseph Larmor com a obra a ser concluída em 1905, após a sua morte em 1903.
A carreira de Stokes tomou um rumo bem diferente a partir de 1857, quando ele saiu de seu período de investigação muito ativa, e se tornou mais envolvido com a administração não podendo focar tanto nas pesquisas. Mas mesmo com todas suas atividades administrativas Stokes colaborou com as pesquisas na física e na matemática.

## Publicações
Os artigos matemáticos e físicos de Stokes (ver links externos) foram publicados em uma forma coletada em cinco volumes; os três primeiros (Cambridge, 1880, 1883 e 1901) sob sua própria editoria, e os dois últimos (Cambridge, 1904 e 1905) sob a de Sir Joseph Larmor.
- Mathematical and physical papers. "Artigos matemáticos e físicos". 5 volumes 1880–1905.
- Mathematical And Physical Papers – III. "Artigos Matemáticos e Físicos - III". 1901; archive.org.
- Das Licht. Leipzig, "A luz". Leipzig 1888, palestras em alemão (título original: Burnett Lectures: On Light. Londres 1884-87).
- On Light: In Three Courses Delivered at Aberdeen. "On Light: Em três cursos ministrados em Aberdeen" em novembro de 1883, dezembro de 1884 e novembro de 1884 (Burnett Lectures); Textarchiv – Internet Archive.
- Natural Theology. "Teologia Natural" (Gifford Lectures). 2 volumes. 1891, 1893; archive.org.
- Memoirs presented to the Cambridge philosophical society on the occasion of the jubilee of Sir George Gabriel Stokes, bart., Hon. LL. D., Hon. SC. D., Lucasian professor. "Memórias apresentadas à Sociedade Filosófica de Cambridge por ocasião do jubileu de Sir George Gabriel Stokes, bart., Hon. LL. D., Hon.SC. D., professor lucasiano". Editora da Universidade de Cambridge, 1900; Textarchiv – Internet Archive.
- Memoir and scientific correspondence of the late Sir George Gabriel Stokes, bart., "Memórias e correspondência científica do falecido Sir George Gabriel Stokes, bart.", selecionadas e arranjadas por Joseph Larmor. Volume I. Cambridge University Press, 1907; Textarchiv – Internet Archive.
- Memoir and scientific correspondence of the late Sir George Gabriel Stokes, bart., "Memórias e correspondência científica do falecido Sir George Gabriel Stokes, bart.", selecionadas e arranjadas por Joseph Larmor. Volume II, Cambridge University Press, 1907; Textarchiv – Internet Archive.